# Diecéze digneská
Diecéze digneská (-riezská-sisteronská) (lat. Dioecesis Diniensis (-Reiensis-Sistariensis), franc. Diocèse de Digne, Riez et Sisteron) je francouzská římskokatolická diecéze, založená ve 4. století. Leží na území departementu Alpes-de-Haute-Provence, jehož území přesně kopíruje. Sídlo biskupství a katedrála Saint-Jérôme de Digne se nachází ve městě Digne-les-Bains. Diecéze je součástí marseillské církevní provincie.
Od 7. listopadu 2014 je diecézním biskupem Mons. Jean-Philippe Nault.

## Historie
Biskupství bylo v Digne založeno v průběhu 4. století. Patrony diecéze jsou svatí Domnin a Vincent z Digne, biskupové z Digne.
V důsledku konkordátu z roku 1801 bylo k 29. listopadu 1801 zrušeno velké množství francouzských diecézí, včetně diecézí aptské, gapské, glandèveské, riezské, senezské, sisteronské a arcidiecéze embrunské, jejichž území bylo zcela, nebo zčásti včleněno do gigneské diecéze.
K 15. únoru 1916 byl změněn název diecéze na dignesko-riezsko-sisteronská).
Od 8. prosince 2002 je digneská diecéze sufragánem marseillské arcidiecéze; do té doby byla sufragánní diecézí arcidiecéze aixské.